# Saint-Rémy-de-Provence
Saint-Rémy-de-Provence (prow. Sant Romieg de Provença/Sant Roumié de Prouvènço) – miejscowość i gmina we Francji, w regionie Prowansja-Alpy-Lazurowe Wybrzeże, w departamencie Delta Rodanu.
Według danych na rok 1990 gminę zamieszkiwało 9340 osób, a gęstość zaludnienia wynosiła 105 osób/km² (wśród 963 gmin regionu Prowansja-Alpy-W. Lazurowe Saint-Rémy-de-Provence plasuje się na 76. miejscu pod względem liczby ludności, natomiast pod względem powierzchni na miejscu 51.).

## Historia
Pierwsze ślady osadnictwa sięgają czasów prehistorycznych, w czasach późnego Imperium Rzymskiego zostało nazwane na cześć Świętego Remigiusza pod łacińską nazwą Villa Sancti Remigii.
W 1503 roku urodził się tutaj Nostradamus.
Od maja 1889 do maja 1890, Vincent van Gogh był pacjentem miejscowej kliniki psychiatrycznej, i namalował tutaj m.in. Gwiaździstą Noc.

## Zabytki
- XIV-wieczna kolegiata św. Marcina.
- Klasztor św. Pawła de Mausole założony w XI wieku. W 1605 roku franciszkanie założyli tutaj szpital psychiatryczny.
- Mauzoleum Juliuszów w Glanum, ruiny prawdopodobnie mauzuleum zamożnej rzymskiej rodziny[2].

## Znane osoby[3]
- Saint-Rémy-de-Provence było miejscem narodzin Nostradamusa, XVI-wiecznego autora przepowiedni
- W domu rodzinnym markiza de Sade mieściło się niegdyś muzeum archeologiczne
- Marie Gasquet(inne języki), oksytańska pisarka i królowa Felibrów urodziła się w Saint-Remy-de-Provence
- Malarz impresjonista Vincent van Gogh przebywał tutaj w centrum psychiatrycznym w klasztorze Saint-Paul de Mausole w latach 1889/90. Powstały tutaj Droga z cyprysem i gwiazdą oraz Cyprysy
- Kompozytor Charles Gounod mieszkał tu  w 1863 roku
- Artysta i filozof Albert Gleizes, jeden z ojców założycieli kubizmu, ostatnie piętnaście lat życia spędził w Saint-Rémy
- Malarz i rysownik prac o tematyce erotycznej, Pierre Daboval(inne języki) przez wiele lat mieszkał w Saint-Rémy-de-Provence
- Od marca do lipca 1918 roku internowano tu lekarza, muzykologa i filozofa, laureata Pokojowej Nagrody Nobla, Alberta Schweitzera
- Monakijska księżniczka Karolina i jej dzieci mieszkały w Saint-Rémy przez kilka lat po śmiertelnym wypadku jej drugiego męża Stefana Casiraghiego (1990).

### W literaturze
Saint-Rémy jest jednym z miejsc akcji (najważniejszym) powieści Baron von Goldring Jurija Dold-Mychajłyka.